# 畸齒龍科
畸齒龍科（學名：Heterodontosauridae），又名異齒龍科，意為「有不同牙齒的蜥蜴」，是鳥臀目恐龍的一科，經常被認為是群基礎鳥腳類恐龍，但近年研究顯示畸齒龍科與頭飾龍類關係密切。雖然畸齒龍科的化石很罕見，牠們從侏羅紀早期存活在全球各地，少數物種存活到白堊紀早期。
畸齒龍科的體型如狐狸般大小，身長少於2公尺。畸齒龍科因牠們的獨特牙齒而著名，包括類似犬齒的長牙、以及適合咀嚼的頰齒，頰齒與白堊紀鴨嘴龍科的牙齒類似。畸齒龍科是草食性恐龍，或可能是雜食性。

## 描述
在畸齒龍科中，只有畸齒龍發現了完整的骨骸。已發現醒龍的零散骨骸，但並沒有完整的敘述，其他的畸齒龍科恐龍只有發現零散的下頜與牙齒。因此，大多數畸齒龍科恐龍的共有衍徵來自於牙齒與頜部骨頭。畸齒龍的身長超過1公尺，但是狼鼻龍的零散化石顯示牠們身長可達2倍。

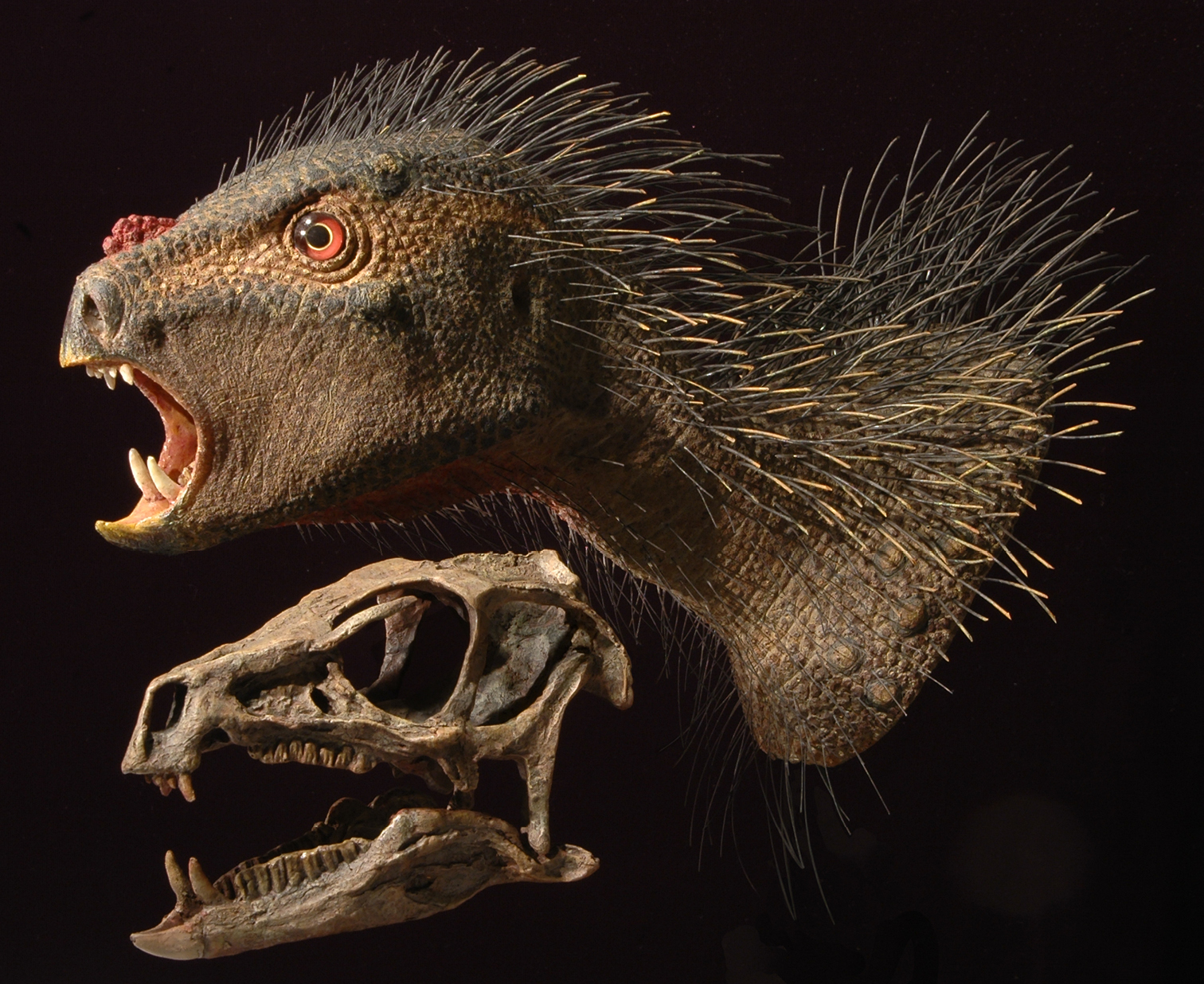
强頜龍的頭顱骨與重建圖

### 頭顱骨
醒龍與畸齒龍都有非常大的眼睛。眼睛之下的顴骨往兩側發展，這特徵同時見於角龍下目恐龍。大多數鳥腳下目恐龍的前上頜骨前段是沒有牙齒的，可能形成角質喙狀嘴；但畸齒龍的前上頜骨前段具有牙齒。許多鳥腳下目恐龍的前上頜骨牙齒與上頜骨牙齒之間，有個大型牙縫，但畸齒龍科的這個牙縫呈現弓型。下頜的前段是前齒骨，前齒骨是鳥臀目恐龍特有的骨頭。前齒骨也具有角質喙狀嘴，類似前上頜骨。下頜的所有牙齒都在齒骨之上。

### 牙齒

畸齒龍與天宇龍的頭顱骨比較圖

畸齒龍科恐龍的名稱來自於牠們的異型齒齒列。牠們的前上頜骨有三種牙齒。生存於早侏儸紀的醒龍、畸齒龍、狼鼻龍，前上頜骨的兩種牙齒是小而圓錐狀的，而第三種較大的牙齒外表類似哺乳類食肉目的犬齒，這第三種牙齒常被稱為犬齒形牙齒。下頜的犬齒形牙齒比上頜的大，並位在齒骨的第一個位置，在嘴部閉合時，可與上頜的弓型牙縫相符。畸齒龍與狼鼻龍的犬齒形牙齒的前緣與後緣都是鋸齒狀的，而醒龍的犬齒形牙齒只有前緣是鋸齒狀的。生存於早白堊紀的棘齒龍，上頜有兩個犬齒形牙齒，並位在上頜骨而非前上頜骨；而存活在晚侏儸紀北美洲的果齒龍，下頜的齒骨可能共有兩個犬齒形牙齒。
如同獨特的長牙，畸齒龍科恐龍的頰齒在早期鳥臀目中也是相當獨特的，是個衍化特徵。鳥臀目恐龍的頰齒位在頰部邊緣，這些小型牙齒具有鋸齒邊緣，是用來咀嚼植被用。所有畸齒龍科恐龍的頰齒，離齒冠的前1/3段才有鋸齒邊緣；其他鳥臀目的頰齒，鋸齒邊緣從齒冠延伸到近齒根處。基礎物種（例如醒龍）的頰齒位在上頜骨與齒骨，並類似其他鳥臀目恐龍的頰齒：佔寬廣空間、低齒冠、齒冠到齒根間有明顯的舌面隆突（Cingulum）。更衍化的物種如狼鼻龍、畸齒龍，牠們的牙齒成鑿狀、高齒冠、沒有舌面隆突，所以齒冠與齒根的寬度是一樣的。
這些衍化的頰齒是重疊的，所以當咀嚼時，這些齒冠形成連續的表面。齒列在嘴部兩側的稍微內側處，使得齒列外側形成肌肉構成的頰部，在咀嚼時發生作用。較晚的白堊紀鴨嘴龍類與角龍下目恐龍，以及許多草食性哺乳類，都趨同演化出類似的齒列。相對於鴨嘴龍類有數千顆不停生長、取代的牙齒，畸齒龍科的牙齒取代發生得更慢；目前已發現數個標本沒有正取代、生長中的牙齒。畸齒龍科恐龍的頜部內側缺乏下頜孔，下頜孔被認為有助於牙齒發展，大多數鳥臀目恐龍都有下頜孔。畸齒龍科的齒骨與前齒骨間有獨特的球狀關節，使得嘴部鼻合時，下頜往外側轉，頰齒互相磨合。因為牙齒取代率低，這些磨碎用牙齒磨損，因此較老牙齒的鋸齒邊緣有磨損跡象，但是最長的齒冠讓牙齒有更長的使用週期。

### 身體骨骼

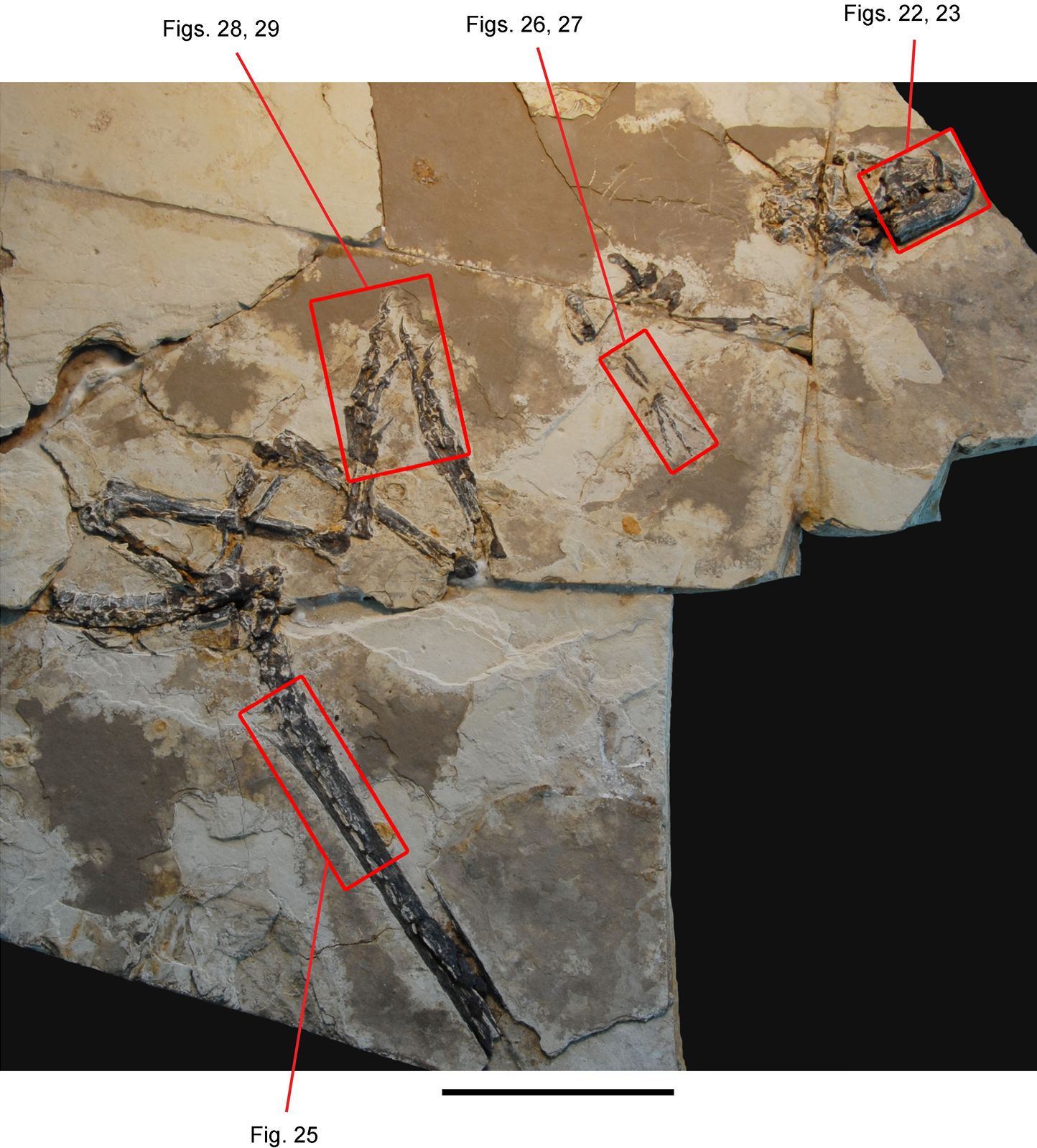
天宇龍的化石

塔克畸齒龍（Heterodontosaurus tucki）的顱後骨骼已有良好的敘述，但塔克畸齒龍被認為是早侏儸紀畸齒龍科中最衍化的物種，所以無法得知塔克畸齒龍與其他近親有哪些共同特徵。畸齒龍科的前肢長度，約是後肢的70%長度，對恐龍而言相當長。肱骨的發展良好三角嵴（Deltopectoral crest，讓胸大肌三角肌三角附著的部分），以及尺骨的明顯鷹嘴突（Olecranon process，讓肱三頭肌附著的部份），顯示出強壯的前肢。前掌有五個趾骨；第一手指大，前端有銳利的彎曲指爪，手指可以往內轉；第二手指最長，稍長於第三手指，第二、三手指都有指爪；而第四、第五指骨都沒有指爪，與第二、三手指相比，非常小。
畸齒龍科後肢的脛骨長於股骨約30%長度，被認為是增加速度的適應演化結果。脛骨與腓骨與踝部的距骨、跟骨固定者，形成脛腓跗骨；這是與現代鳥類趨同演化的後果。跗骨與蹠骨固定形成跗蹠骨；也類似鳥類。腳掌上有四個腳趾，只有第二、三、四腳趾接觸到地面。尾巴沒有骨化肌腱可以保持堅硬狀態，所以可能是可彎曲的；不類似許多其他鳥臀目恐龍。

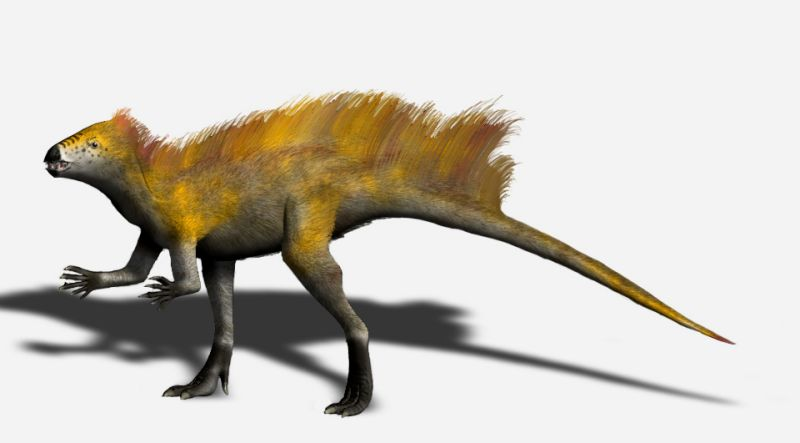
天宇龍的想像圖

醒龍的破碎化石還沒被完整敘述過，但前肢與手掌比畸齒龍的小。但手掌的第四、第五手指有較少的指骨。

### 原始羽毛
生存在白堊紀早期中國的天宇龍，從頸部到尾巴覆蓋者原始羽毛。過去只有較晚期的獸腳類恐龍發現這些原始的管狀羽毛，天宇龍的發現，顯示鳥臀目與蜥臀目恐龍可能都是溫血動物。

## 分類系統
- 畸齿龙科 Heterodontosauridae
  - 棘齿龙属 Echinodon
  - 果齿龙属 Fruitadens
  - 天宇龙属 Tianyulong
  - 畸齿龙亚科 Heterodontosaurinae
    - 醒龙属 Abrictosaurus
    - 畸齿龙属 Heterodontosaurus
    - 狼嘴龙属 Lycorhinus
    - 手齿龙属 Manidens
    - 强颌龙属 Pegomastax

南非古生物學家羅伯特·布魯姆（Robert Broom）在1911年建立鶴龍，該化石為缺乏牙齒的下頜。在1924年，西德尼·霍頓（Sidney H. Haughton）建立狼鼻龍，將狼鼻龍分類於犬齒獸亞目。畸齒龍在1962年命名，而狼鼻龍與鶴龍被認為是與畸齒龍關係最接近的鳥臀目恐龍。阿爾弗雷德·羅默（Alfred Sherwood Romer）在1966年成立畸齒龍科，包括畸齒龍與狼鼻龍。畸齒龍科在1998年由保羅·塞里諾（Paul Sereno）定義為演化支，並在2005年重新定義為：包含塔克畸齒龍，以及所有親緣關係接近塔克畸齒龍，而離沃克氏副櫛龍、懷俄明厚頭龍、恐怖三角龍、大面甲龍等屬較遠的所有物種，所構成的演化支。
畸齒龍科經常包括以下屬：醒龍、狼鼻龍、畸齒龍，全都來自南非。Richard Thulborn一度將這三屬都歸類於狼鼻龍。其他所有作者都認為這三屬都是個別獨立的。在本科中，畸齒龍與狼鼻龍被認為是姐妹屬，而醒龍是個基礎成物種。鶴龍也被認為屬於畸齒龍科，但通常被認為是個疑名，因為鶴龍模式標本缺乏牙齒，使得很難與本科其他屬做區隔。最近，棘齒龍屬在數個研究裡，被認為屬於畸齒龍科。羊毛龍在1975年以一個下頜而命名，但最近的發現顯示羊毛龍（Lanasaurus）屬於狼鼻龍，使得羊毛龍成為狼鼻龍屬的次同物異名。滇中龍一度被認為是亞洲的畸齒龍科恐龍，但已經證實滇中龍化石是原蜥腳下目與中真鱷類化石的嵌合體。約瑟·波拿巴（Jose Bonaparte）一度將南美洲的皮薩諾龍歸類於畸齒龍科，但皮薩諾龍現在被認為是更基礎的鳥臀目恐龍。
相較牠們的不確定種系發生學位置，畸齒龍科的內部物種是較容易確立的。數個早期研究顯示畸齒龍科是群非常原始的鳥臀目恐龍。基於前肢形態上的相似處，羅伯特·巴克（Robert T. Bakker）假設畸齒龍科與早期蜥腳形亞目如近蜥龍有關係，讓畸齒龍科成為蜥臀目與鳥臀目之間的橋樑。過去數十年的主要假說，將畸齒龍科置為基礎鳥腳下目恐龍。然而，有人提出畸齒龍科與頭飾龍類有共同祖先，頭飾龍類包含角龍下目與厚頭龍下目，而許多最近的研究支持這個假說。這個包含畸齒龍科與頭飾龍類的演化支名為畸齒龍形類。畸齒龍科也被視為同時是鳥腳下目與頭飾龍類的基礎物種。在2007年的一個親緣分支分類法研究，提出畸齒龍科是鳥臀目的基礎物種，僅次於皮薩諾龍；這是一些較早研究的迴響。

## 地理分佈

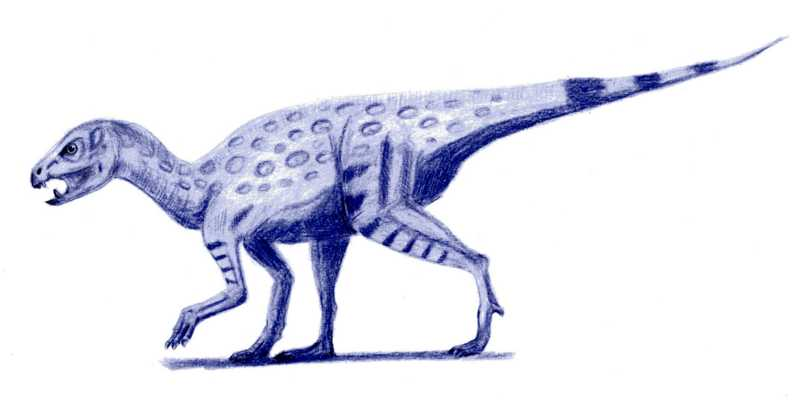
畸齒龍的想像圖

在過去的研究裡，畸齒龍科僅出現於早侏儸紀的南非，現在有四個大陸發現畸齒龍科的化石。畸齒龍科剛出現時，盤古大陸仍結合在一起，使得畸齒龍科恐龍幾乎分布於各地。目前已知最古老的化石是一個頜部碎片與分離的牙齒，發現於阿根廷的Laguna Colorado組，地質年代為晚三疊紀。這些化石有衍化的形態，類似畸齒龍，包括一個犬齒形牙齒，前後緣都為鋸齒邊緣；以及上頜骨的高齒冠牙齒，缺乏舌面隆突（Cingulum）。最多樣化的畸齒龍科動物群，發現於南部非洲的早侏儸紀地層，在該地區發現了畸齒龍、狼鼻龍、以及可疑屬鶴龍。
在美國與墨西哥各自發現了未敘述的早侏儸紀畸齒龍科化石。在70年代晚期，美國科羅拉多州弗魯塔市附近的晚侏儸紀莫里遜組發現了大量的畸齒龍科化石。這些化石曾長時間沒有被正式研究，但這些牙齒類似英格蘭的棘齒龍，而四肢化石非常類似畸齒龍，顯示這些物種也屬於畸齒龍科。在2009年，這些小型化石被正式研究並建立為新屬，果齒龍（Fruitadens）。
在西班牙葡萄牙的晚侏儸紀與早白堊紀地層，也發現了缺乏舌面隆突（Cingulum）的畸齒龍科牙齒。在2002年，棘齒龍的化石最近被重新敘述，棘齒龍生存於早白堊紀貝里阿斯階的南英格蘭，牠們可能代表存活至晚期的畸齒龍科物種。發現於中國早侏儸紀地層的滇中龍，不再認為是畸齒龍科恐龍。唯一生存於亞洲的畸齒龍科恐龍是天宇龍，生存於白堊紀早期。

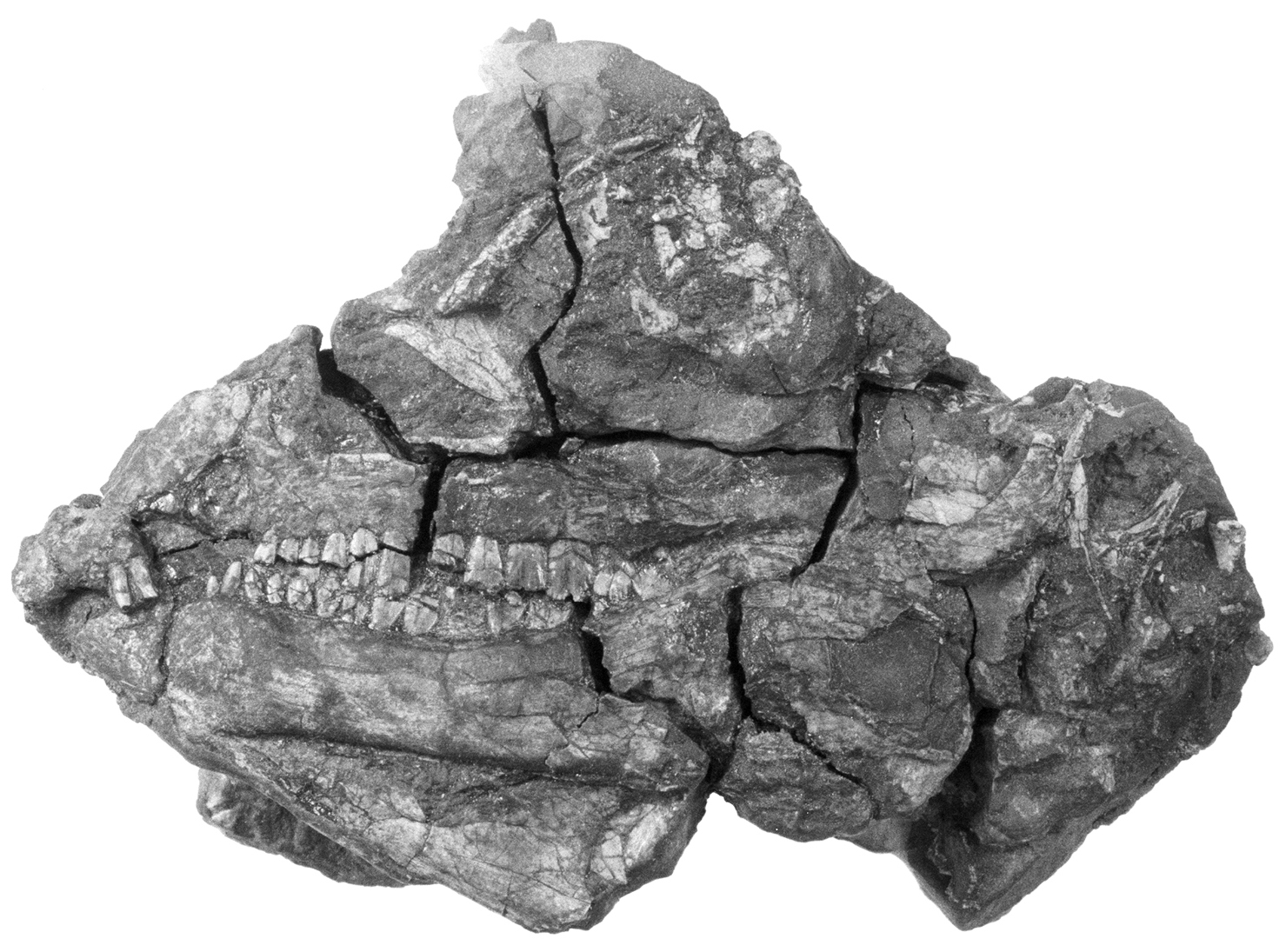
醒龍的頭顱骨化石

## 古生物學
大多數畸齒龍科化石發現於乾旱或半乾旱的地質環境，包括南非的上艾略特組，以及英格蘭南部的波白克層。過去曾認為畸齒龍科在一年最乾旱的時候，會經歷過季節性的夏眠與冬眠。因為大多數畸齒龍科化石缺乏取代用牙齒，因此這些牙齒被認為在休眠期間全部替換，因為不斷生長的分散牙齒，會中斷由單一齒列形成的咀嚼用表面。然而，這是基於對畸齒龍科的頜部結構的誤解。科學家過去曾認為，畸齒龍科恐龍仍會不斷替換牠們的牙齒，但速率比其他爬蟲類慢。但電腦斷層掃描顯示，畸齒龍的幼年與成年個體都沒有替換用的牙齒。目前也沒有證據支持畸齒龍科有夏眠的假設。
畸齒龍科恐龍的頰齒已演化成可磨碎堅硬植物，牠們也可能是雜食性恐龍。前上頜骨的尖狀牙齒，以及前肢的銳利、彎曲指爪，顯示某種程度的捕食行為。過去曾提出畸齒龍科恐龍的前肢長而強壯，可能用來挖開昆蟲的巢，類似現代的食蟻獸。這些前肢也可能用來挖掘，可能用來挖掘根部與塊莖。
畸齒龍的前肢與後肢長度接近，顯示牠們可能是部分四足動物；而突出的鷹嘴突（Olecranon process）以及前肢的可高度延展指骨，可在許多四足動物身上找到。然而，手部結構明顯是用來抓握，而非支撐重量。後肢的許多特徵，包括長脛骨與腳掌，以及固定的脛腓跗骨與跗蹠骨（Tarsometatarsus），顯示畸齒龍科恐龍可以用後肢快速奔跑，所以畸齒龍不太可能以四足移動，除非進食。
所有已知畸齒龍科恐龍都發現了短尖牙，與現代麝鹿、西貒、以及豬的長牙極度類似。對於這些有長牙的動物（以及海象與亞洲象），這些長牙作為兩性異形特徵，並只有雄性個體才有長牙。醒龍的模式標本缺乏尖牙，而該標本起初被敘述為雌性個體，而未固定的薦椎以及短臉部顯示這個標本是未成年特體。而醒龍的第二個較大標本擁有明顯的尖牙。所以這些尖牙可能只發現於成年個體，而非雄性的第二性徵。這些尖牙可能用打鬥用，或是作為與同種動物或其他種動物的視覺展示物。醒龍的幼年標本缺少長牙，而畸齒龍的幼年標本具有長牙，因此這成為辨別兩個物種的特徵之一。關於長牙的功能，另有防衛、雜食性的食性等理論。

## 外部連結
- （英文）畸齒龍科的分類 （页面存档备份，存于） - The Paleobiology Database
- （英文）畸齒龍科的分類歷史 - Taxon Search